# Гордон-Леннокс, Чарльз, 5-й герцог Ричмонд
Чарльз Гордон Леннокс (англ. Charles Gordon-Lennox; 3 августа 1791 — 21 октября 1860) — 5-й герцог Ричмонд и 5-й герцог Леннокс с 1819 года, британский аристократ, офицер, политик, член консервативной партии, рыцарь ордена Подвязки.

## Титулы
5-й герцог Ричмонд (с 28 августа 1819 года), 5-й граф Марч (с 28 августа 1819), 5-й граф Дарнли (с 28 августа 1819), 5-й лорд Торболтон (с 28 августа 1819), 5-й герцог д’Обиньи (с 28 августа 1819), 5-й барон Сеттрингтон, Йоркшир (с 28 августа 1819), 5-й герцог Леннокс (с 28 августа 1819 года).

## Происхождение
Родился 3 августа 1791 года в Ричмонд-хаусе в Лондоне. Он родился как «Чарльз Леннокс». Старший сын Чарльза Леннокса, 4-го герцога Ричмонда (1764—1819), и леди Шарлотты Гордон (1768—1842), старшей дочери Александра Гордона, 4-го герцога Гордона (1743—1827). До смерти своего отца в 1819 году он носил титул учтивости — граф Марч, являющийся одним из вспомогательных титулов его отца.

## Образование
Он получил образование в Вестминстерской школе в Лондоне и Тринити-колледже в Дублине.

## Военная карьера

Герб

Граф Марч принимал участие в военных действиях на Пиренейском полуострове, во время которой он присоединился к передовому штурмовому отряду 52-го Оксфордширского пехотного полка во время штурма крепости Сьюдад-Родриго. Он официально вступил в 52-й пехотный полк в 1813 году и командовал ротой солдат в битве при Ортезе в 1814 году, где был тяжело ранен. Мукшетная пуля в его груди так и не была удалена. Во время битвы при Ватерлоо (1815) граф Марч служил адъютантом принца Оранского, а после ранения последнего служил адъютантом герцога Веллингтона. Он был главным ответственным за учреждение в 1847 году медали за всеобщую военную службу для всех выживших в кампаниях с 1793 по 1814 год, которые многие считали запоздалыми, поскольку до сих пор существовала только медаль за Ватерлоо. Он провел кампанию в парламенте, а также заручился интересом королевы Виктории. Сам Ричмонд получил медаль с восемью застежками.
19 октября 1817 года граф Марч реформировал Гудвудский отряд йоменской артиллерии, первоначально созданный 3-м герцогом Ричмондом в 1797 году. Подразделение поддерживало кавалерию сассекских йоменов, но было расформировано в декабре 1827 года. Ричмонд был назначен полковником Королевской Сассексской легкой пехотной милиции 4 декабря 1819 года и командующим Королевской Сассексской артиллерийской милиции, сформированной в апреле 1853 года.

## Политическая карьера
В 1812-1819 года граф Марч заседал в Палате общин Великобритании от Чичестера. В 1819 году, после смерти отца, он занял место в Палате лордов и примкнул к тори, но затем принял должность генерал-почтмейстера в министерстве вигов. В 1834 году отказался от этой должности, вследствие несогласия с правительством по вопросу о церковных имуществах, и с тех пор занимал в парламенте положение среднее между тори и вигами. В 1846 году энергично боролся против фритредерской торговой политики Пиля.
В 1836 году, унаследовав поместья своего бездетного дяди по материнской линии Джорджа Гордона, 5-го герцога Гордона (1770—1836), он по условиям завещания должен был принять фамилию Гордон перед фамилией Леннокс.

## Брак и дети
10 апреля 1817 года Чарльз Гордон-Леннокс женился на леди Каролине Пэджет (6 июня 1796 — 12 марта 1874), дочери Генри Пейджета, 1-го маркиза Англси, и его жены леди Каролины Вильерс, от которой у него было пять сыновей и пять дочерей, в том числе:
- Чарльз Гордон-Леннокс, 6-й герцог Ричмонд (27 февраля 1818 — 27 сентября 1903), старший сын и наследник.
- Каролина Амелия Гордон-Леннокс (18 июня 1819 — 30 апреля 1890), вышедшая замуж в 1849 году за Джона Понсонби, 5-го графа Бессборо (1809—1880).
- Фицрой Джордж Чарльз Гордон-Леннокс (11 июня 1820 — март 1841), погибший в море на борту парохода «Президент».
- Генри Чарльз Джордж Гордон-Леннокс (2 ноября 1821 — 29 августа 1886), консервативный политик, член Палаты общин, был женат на Амелии Бруман, но не оставил детей.
- Александр Фрэнсис Чарльз Гордон-Леннокс (14 июня 1825 — 22 января 1892), капитан, консервативный политик, член Палаты общин, женился на Эмили Таунли (? — 1892) и оставил детей.
- Августа Кэтрин Гордон-Леннокс (14 января 1827 — 3 апреля 1904), вышедшая замуж в 1851 году за принца Эдуарда Саксен-Веймарского (1823—1902).
- Джордж Чарльз Гордон-Леннокс (22 октября 1829 — 27 февраля 1877), консервативный политик, член Палаты общин, женился на Минни Палмер, и не оставил детей.
- Сесилия Кэтрин Гордон-Леннокс (13 апреля 1838 — 5 октября 1910), которая вышла в 1859 году замуж за Чарльза Бингема, 4-го графа Лукана (1830—1914).

## Смерть и погребение
Чарльз Гордон-Леннокс скончался в Портленд-Плейс, Марилебон, Лондон, в октябре 1860 года в возрасте 69 лет, и ему наследовал герцогство его старший сын Чарльз Гордон-Леннокс, 6-й герцог Ричмонд (1818—1903).